# Ettore Maserati
Ettore Maserati (Voghera, 1894 – 4 agosto 1990) è stato un ingegnere e imprenditore italiano specializzato nel settore automobilistico. È conosciuto per essere stato uno dei fondatori della Maserati a Bologna nel 1914 ed essere stato uno degli omonimi fratelli. Nacque a Voghera.

## Biografia
Nel 1908 raggiunse suo fratello più vecchio, Carlo Maserati, alla casa automobilistica Junior car company. Dopo la morte di Carlo un altro suo fratello, Bindo Maserati, portò i suoi fratelli Ettore ed Alfieri a lavorare per l'Isotta Fraschini come rappresentanti in campo internazionale prima dello scoppio della prima guerra mondiale. Poi Ettore occupò anche una posizione intermedia alla Franco Tosi Meccanica di Legnano, più precisamente l'ingegnere capo per lo sviluppo dei motori.
Nel 1914 con i fratelli fondò una loro casa automobilistica, la Maserati. Fino al 1937 fu coinvolto con lo sviluppo e la crescita della Casa del Tridente, e si occupò principalmente di business. Dopo che nel 1937 Adolfo Orsi acquistò la Maserati, Ettore continuò a lavorare con la nuova proprietà fino al 1947, quando lui e i suoi fratelli Ernesto e Bindo fondarono la OSCA.
Si ritirò nel 1966.